# غرام لو سو
غرام لو سو (بالإنجليزية: Graeme Le Saux)‏ (مواليد 17 أكتوبر 1968) هو لاعب كرة قدم. يلعب مع منتخب إنجلترا لكرة القدم. سبق له أن لعب في كأس العالم لكرة القدم مع منتخب بلاده.

## مسيرته الكروية
لعب غرام لو سو خلال مسيرته الاحترافية مع 3 أندية في تسعة عشر موسمًا وسجل خلالها 20 هدف ضمن 403 مباراة. حيث فاز في موسم واحد بالكأس وفي موسم واحد بالدوري.
خاض غرام لو سو مسيرته مع نادي تشيلسي في موسم 1987–88 في المرة الأولى ليلعب معه ستة مواسم ثم في موسم 1997–98 ليلعب معه ستة مواسم، مشاركًا طوالها في 230 مباراة سجل خلالها 12 هدفًا. ثم انتقل إلى نادي بلاكبيرن روفرز في موسم 1992–93 ليلعب معه خمسة مواسم، حيث شارك في 129 مباراة سجل خلالها 7 أهداف. لينتقل بعدها إلى نادي ساوثهامبتون في موسم 2003–04 ولمدة موسمين، مشاركًا في 44 مباراة سجل خلالها هدفًا واحدًا.

## روابط خارجية
- غرام لو سو على موقع ميوزك برينز (الإنجليزية)
- غرام لو سو على موقع الاتحاد الدولي (مؤرشف)  (الإنجليزية)
- غرام لو سو على موقع الاتحاد الأوربي (الإنجليزية)
- غرام لو سو على موقع قاعدة بيانات كرة القدم.إي يو (الإنجليزية)
- غرام لو سو على موقع ناشيونال فوتبول تيمز (الإنجليزية)
- غرام لو سو على موقع Soccerbase.com (لاعب) (الإنجليزية)
- غرام لو سو على موقع عالم كرة القدم.نت (الإنجليزية)
- غرام لو سو على موقع كووورة